# František Götz
František Götz (1. ledna 1894 Kojátky u Vyškova – 7. července 1974 Praha) byl český literární a divadelní kritik, teoretik a historik. Po osvobození usiloval o hodnocení domácích divadelních i literárních osobností a směrů v evropských souvislostech. Působil jako dramaturg, dramatik, filmový scenárista i romanopisec. Byl programový mluvčí Literární skupiny. Věnoval se také překladu.

## Život
V roce 1912 maturoval v Bučovicích, absolvoval abiturientský kurs v Brně a pracoval jako učitel. Byl zakládajícím členem brněnské expresionistické Literární skupiny, v letech 1921–1928 spoluredigoval její časopis Host a byl spoluautorem významného manifestu Naše naděje, víra a práce (1922).
V roce 1923 jej z Brna povolal Karel Hugo Hilar na místo lektora činohry Národního divadla (ND). V letech 1928–1944 byl dramaturgem ND. Po Hilarově smrti v roce 1935 se stal vedoucí osobností činohry ND. Jako dramaturg uváděl díla českých autorů (Karel Čapek, Vítězslav Nezval, Fráňa Šrámek). Před nástupem Otokara Fischera do funkce šéfa činohry v závěru roku 1935 a od jeho smrti v březnu 1938 byl sice titulárním šéfem činohry ředitel ND Stanislav Lom, ve skutečnosti činohru vedl Götz a to až do nástupu Jana Bora do této funkce v březnu 1939. Na krátké období sezóny 1944/1945 (prakticky však jen do uzavření divadel 1. září 1944) byl z rozhodnutí ministra Emanuela Moravce zbaven funkce dramaturga ND a jmenován ředitelem Divadla na Vinohradech.
V roce 1946 podepsal prokomunistické „Májové poselství kulturních pracovníků českému lidu!“ publikované před květnovými volbami do Ústavodárného Národního shromáždění. Tento předvolební manifest komunistů podepsalo celkem 843 kulturních pracovníků a komunisté volby vyhráli. Ještě před volbami napsal úvahu „V čem je Masaryk předchůdcem dnešního socialistického humanismu“, kde propojil Masaryka a Marxe s komunistickou ideologií. Později podepsal prokomunistickou výzvu Kupředu, zpátky ni krok!, jež byla vydána dne 25. února 1948 pro podporu komunistického převratu. V únoru 1948 začal zastupovat Syndikát českých spisovatelů v Ústředním akčním výboru Národní fronty; s jeho pomocí prováděla KSČ ve všech oblastech společenského, hospodářského a kulturního života čistky.
V letech 1947–1948 byl šéfem činohry ND, poté v letech 1948–1950 byl náměstkem uměleckého ředitele. V letech 1965–1969 pokračoval ve funkci hlavního dramaturga činohry ND.
„Významná“ byla i jeho pedagogická činnost. Nejdříve přednášel externě na Filosofické fakultě UK (1948–1950), v roce 1950 byl jmenován profesorem praktické dramaturgie na DAMU, kde byl v období 1952–1954 i vedoucím katedry divadelní vědy a dramaturgie. V období 1949/1950 a opakovaně 1952/1953 zastával funkci děkana DAMU. Od září 1960 až do srpna 1969 přednášel také jako profesor na katedře teorie a dějin divadla Filosofické fakulty UK. Další dva roky zde působil jako profesor-konzultant.
„Velmi významné“ bylo jeho kritické působení, a to literární i divadelní.

## Ocenění
- 1964 Řád práce
- 1968 ocenění zasloužilý člen ND

## Citát
| „                | Na konci března 1944 byl jsem náhle zavolán na ministerstvo a tam mi bylo oznámeno, že od 1. dubna jsem přeřazen do Městských divadel pražských ve funkci ředitele a šéfa činohry. Rozpory mezi oběma dosavadními řediteli (Salzerem a Plachým) činí prý toto opatření naprosto nutným... Na mé námitky dostalo se mi odpovědi, že se mi doporučuje, abych přeřazení přijal "dobrovolně", jinak to bude nařízeno. | “ |
| — František Götz | |   |

## Dílo

### Krásná literatura, dramata a práce o literatuře
- Stručné dějiny literatury české (1920)
- Novodobá literatura česká ve škole (1920)
- Anarchie v nejmladší české poezii (1922, kritiky)
- Úvod do poezie (1923)
- Jasnící se horizont (1926)
- Tvář století (1929)
- Básnický dnešek (1931)
- Zrada dramatiků (1931)
- Padající hvězdy (1932)
- Cesta k našim básníkům (1933)
- Osudná česká otázka (1934)
- Boj o český divadelní sloh (1934, studie)
- Český román po válce (1936, studie)
- Muž bez vlasti (1936)
- F. X. Šalda (1937, monografie)
- První rota (1938)
- Slavnost mládí (České majales), (1940, veselohra, společně s Milošem Hlávkou pod pseudonymem Václav Záruba)
- Soupeři (1940)
- Paní našich snů (1942)
- Světelný gejzír (1943)
- Na předělu (1946, kritiky)
- Jaroslav Kvapil (1948, monografie)
- Vývoj světového dramatu (1950, skripta)
- Dějiny zahraničního divadla po Velké francouzské revoluci (1951, skripta)
- Václav Řezáč (1957, monografie)
- Divadlo od 90. let k dnešku (1959, skripta)
- Teorie dramatu (1959, skripta)
- Zdeněk Štěpánek (1962, monografie)
- Patnáct let vývoje českého dramatu (1962, skripta)
- Vlasta Fabianová (1963, monografie)
- Obrazy z dějin světové kritiky (1964, skripta)

### Dramatizace
- Honoré de Balzac: Sestřenice Běta (1936)
- Jan Neruda: Malostranská humoreska (1942, podle povídky Figurky)
- Fjodor Michajlovič Dostojevskij: Idiot (1928)
- Fjodor Michajlovič Dostojevskij: Běsi (1929)
- Fjodor Michajlovič Dostojevskij: Výrostek (1934)

### Překlady
- Eugene O'Neill: Chlupatá opice (1934, spolu J. Schubertovou)
- Gerhart Hauptmann: Kolega Crampton (1940)

### Redakčně připravil
- Sborník Literární skupiny (1923, s kolektivem)
- Nové české divadlo 1930–1932 (1932, spolu M. Ruttem)
- Národní divadlo k svému padesátému výročí ( 1933)
- Chaloupka, J.: Poslední melodie. Verše z pozůstalosti (1938)
- České umění dramatické. Činohra (1941, slovník, spolu F. Tetauerem)
- Václav Vydra (sborník k 70. narozeninám, 1946)

### Ostatní
- Tatíček osvoboditel. K 70. narozeninám našeho prezidenta (1920)